# 箱根 (小惑星)
箱根（はこね、1098 Hakone）は、小惑星帯の小惑星である。1928年9月5日に及川奥郎が東京天文台で発見した。なお、その4日後にはマックス・ヴォルフがハイデルベルクで、6日後にはグリゴリー・ネウイミンがシメイズでそれぞれ独立に発見している。
箱根山に因んで名付けられた。
2009年1月に東京都で掩蔽が観測された。